# Esmé, la petite Turque
Pour plus de détails, voir Fiche technique et Distribution.
Esmé, la petite Turque (Εσμέ, η Τουρκοπούλα (Esmé, i Tourkopoula)) est un film grec réalisé par Yannis Koundoulis et sorti en 1974.
Il fait partie de la vogue des « films en fustanelle » participant à la propagande de la dictature des colonels.

## Synopsis
Pendant la guerre d'indépendance grecque, les amours contrariées d'Esmé, jeune fille turque, et d'un pallikare grec. Après de nombreuses péripéties, Esmé trahit son peuple pour sauver l'homme qu'elle aime ; elle se convertit et ils se marient.

## Fiche technique
- Titre : Esmé, la petite Turque
- Titre original : Εσμέ, η Τουρκοπούλα (Esmé, i Tourkopoula)
- Réalisation : Yannis Koundoulis
- Scénario : Ilias Pergantis à partir de la pièce du même titre de Spyridon Perisiadis
- Production :
- Société de production : Lyra Film
- Directeur de la photographie : Takis Venetsanakos
- Montage : Antonis Tempos
- Direction artistique : Marios Markopoulos
- Costumes : Irini Papastefanaki
- Musique :Linos Kokotos
- Pays d'origine : Grèce
- Genre : Film en fustanelle, drame bucolique en costume
- Format  : 35 mm couleur
- Durée :
- Date de sortie : 1974

## Distribution
- Eleni Teofilou
- Ilias Logothetis (el)
- Panos Touliatos
- Gianna Avagiannou
- Lavrentis Dianellos (en)